# 香川清登
香川 清登（かがわ きよと、1895年（明治28年）12月11日 - 1943年（昭和18年）11月24日）は、日本海軍の軍人。最終階級は海軍少将。

## 略歴
兵庫県出身。1918年（大正7年）11月、海軍兵学校（46期）を卒業。翌年8月、海軍少尉に任官し「阿蘇」乗組となる。1925年（大正14年）12月から一年間、海軍大学校航海学生として学んだ。
1926年（大正15年）12月、「嵯峨」航海長兼分隊長となり、「韓崎」「摂津」「迅鯨」の各航海長兼分隊長を経て、1930年（昭和5年）12月、海軍少佐に昇進。1931年（昭和6年）12月、「夕張」航海長兼分隊長となり、「高雄」「扶桑」の各航海長兼分隊長、「吹雪」駆逐艦長を歴任し、1936年（昭和11年）12月、海軍中佐に進級した。
1937年（昭和12年）11月、「東雲」駆逐艦長に就任し、「大井」副長、呉鎮守府付、「橋立」艤装員長、同艦長、横須賀鎮守府付などを歴任。1941年（昭和16年）10月、第1駆逐隊司令となり海軍大佐に昇進、そして太平洋戦争を迎えた。
1943年（昭和18年）1月、呉鎮守府付となり、翌月に第二水雷戦隊司令部付を経て第31駆逐隊司令に就任する。同年11月、セント・ジョージ岬沖海戦において戦死した。没後、海軍少将に進級した。

## 栄典
- 1919年（大正8年）9月10日 - 正八位[1]